# Ráztoka
Ráztoka (ungarisch Rásztó – bis 1888 Rásztoka) ist eine kleine Gemeinde in der Mitte der Slowakei mit 270 Einwohnern (Stand 31. Dezember 2024), die zum Okres Brezno, einem Kreis des Banskobystrický kraj, gehört und zur traditionellen Landschaft Horehronie gezählt wird.

## Geographie
Die Gemeinde befindet sich in der Tallandschaft Horehronské podolie im Tal des Baches Ráztoka, umgeben von südlichen Ausläufern der Niederen Tatra. Das Ortszentrum liegt auf einer Höhe von 479 m n.m. und ist 21 Kilometer von Brezno sowie 23 Kilometer von Banská Bystrica entfernt.
Nachbargemeinden sind Jasenie im Norden, Nemecká im Osten und Süden, sehr kurz Brusno im Südwesten und Pohronský Bukovec im Westen.

## Geschichte
Der Ort entstand wohl im 14. Jahrhundert und wurde zum ersten Mal 1424 als Razthoka schriftlich erwähnt. Er war damals Bestandteil des Herrschaftsguts der Burg Liptsch und wurde im 15. Jahrhundert im Rahmen der walachischen Kolonisierung zusätzlich von Walachen besiedelt. 1828 zählte man 63 Häuser und 485 Einwohner, die von Landwirtschaft und Schafhaltung, aber auch Herstellung von Holzgeschirr und Hausieren lebten. Im 19. Jahrhundert waren zudem viele Einwohner im Stahlwerk von Podbrezová beschäftigt.
Bis 1918 gehörte der im Komitat Sohl liegende Ort zum Königreich Ungarn und kam danach zur Tschechoslowakei beziehungsweise heute Slowakei.

## Bevölkerung
| Jahr                | 1994 | 2004    | 2014    | 2024    |
| ------------------- | ---- | ------- | ------- | ------- |
| Anzahl der Personen | 320  | 294     | 281     | 270     |
| Unterschied         |      | −8,12 % | −4,42 % | −3,91 % |

| Jahr                | 2023 | 2024    |
| ------------------- | ---- | ------- |
| Anzahl der Personen | 277  | 270     |
| Unterschied         |      | −2,52 % |

Gemäß der Volkszählung 2011 wohnten in Ráztoka 291 Einwohner, davon 275 Slowaken, ein Tscheche und ein Einwohner einer anderen Ethnie. 14 Einwohner machten diesbezüglich keine Angabe. 226 Einwohner bekannten sich zur römisch-katholischen Kirche, zwei Einwohner zur evangelischen Kirche A. B.; vier Einwohner bekannten sich zu einer anderen Konfession. 40 Einwohner waren konfessionslos und bei 19 Einwohnern wurde die Konfession nicht ermittelt.

## Bauwerke
- Kapelle aus dem Jahr 1832